# Jan Dzięgielewski
Jan Dzięgielewski (ur. 10 czerwca 1948 w Chrabołach) – polski historyk, profesor zwyczajny Uniwersytetu Kardynała Stefana Wyszyńskiego i Akademii Humanistycznej im. Aleksandra Gieysztora w Pułtusku.

## Życiorys
Studia w Instytucie Historycznym Uniwersytetu Warszawskiego (UW) ukończył w 1972 i został asystentem, a po obronie, w 1978, rozprawy doktorskiej – adiunktem. W 1991 uzyskał stopień doktora habilitowanego (praca: Izba poselska w systemie władzy Rzeczypospolitej czasów Władysława IV) i w trzy lata później stanowisko profesora nadzwyczajnego UW. Tytuł naukowy profesora uzyskał w 2004.
W latach 2000–2005 pełnił funkcję prodziekana Wydziału Historycznego Wyższej Szkoły Humanistycznej w Pułtusku (od 2006 Akademia Humanistyczna) oraz od września 2005 prorektora ds. naukowo-badawczych.
Został członkiem Warszawskiego Społecznego Komitetu Poparcia Jarosława Kaczyńskiego w przedterminowych wyborach prezydenckich w 2010.
Specjalizuje się w historii nowożytnej Polski. Jest autorem kilku książek, stukilkudziesięciu artykułów naukowych, rozpraw i recenzji; wydawcą źródeł historycznych.

## Wybór publikacji
- O tolerancję dla zdominowanych, Warszawa 1986 ISBN 83-01-06012-3
- Izba poselska w systemie władzy Rzeczypospolitej w czasach Władysława IV, Warszawa 1992 ISBN 83-7059-011-X
- Sejmy elekcyjne, elektorzy, elekcje 1573–1674, Pułtusk 2003, ISBN 83-88067-64-8
- Mazowsze w procesach integracyjnych i dezintegracyjnych w Rzeczypospolitej XVI–XVII wieku. Studia i szkice, red. Jan Dzięgielewski, Warszawa 2010, ISBN 978-83-7545-174-0